# Abrostola parvula
Abrostola parvula är en fjärilsart som beskrevs av Barnes och Mcdunnough 1916. Abrostola parvula ingår i släktet Abrostola och familjen nattflyn. Inga underarter finns listade i Catalogue of Life.